# 董褚遗址
董褚遗址，位于山东省淄博市临淄区孙楼镇董褚村，是中华人民共和国山东省文物保护单位之一。
1992年6月12日，授予山东省文物保护单位，是一座古遗址。